# Произд
Произд је острво у Јадранском мору, на далматинском делу Јадрана. Налази се западно од острва Корчула и припада општини Вела Лука.
Његова површина је 0,632042 km². а највећа надморска висина 23 m. Дужина обалске линије је 4908 m.
На острву се налазе четири плаже: Доњи Били Бок, Средњи Били Бок и Горњи Били Бок, и плажа Батало, ресторан и неколико шумских стаза.